# Sandro (football, 1981)
Pour les articles homonymes, voir Sandro.
Alexsandro Oliveira Duarte dit Sandro est un footballeur brésilien né le 10 janvier 1981 à Janduís. Il évolue au poste de milieu.